# Stefan Scheil
Stefan Scheil (* 1963 in Mannheim) ist ein deutscher Historiker und Politiker (AfD), der sich vor allem mit der Geschichte des Zweiten Weltkriegs und der Nachkriegszeit in Deutschland befasst. Seine Thesen zu Ursachen und Verlauf des Zweiten Weltkriegs werden in der seriösen Geschichtsforschung weithin als Geschichtsrevisionismus abgelehnt.

## Studium, publizistische und politische Tätigkeit
Scheil studierte Geschichte, Soziologie und Philosophie an den Universitäten Mannheim und Karlsruhe, wo er 1997 bei Rudolf Lill und Wolfgang Altgeld mit einer Dissertation zum Thema Die Entwicklung des politischen Antisemitismus in Deutschland zwischen 1881 und 1912 zum Dr. phil. promoviert wurde. Anschließend befasste er sich vor allem mit der Vorgeschichte des Zweiten Weltkriegs in Europa und den Ursachen des Krieges gegen die Sowjetunion 1941–1945.
Neben einer Reihe von Büchern zu diesem Themenkomplex verfasste Scheil seit 2006 einige zeithistorische Artikel für die Frankfurter Allgemeine Zeitung. Spätestens seit 2002 schreibt er häufig Beiträge für die Wochenzeitung Junge Freiheit; auch die Zeitschrift Sezession des Instituts für Staatspolitik führt ihn seit 2009 als regelmäßigen Mitarbeiter. Beide Blätter werden der Neuen Rechten zugeordnet.
Scheil nahm wiederholt an Veranstaltungen teil, die auch von Rechtsextremisten ausgerichtet werden. Er war neben Gerd Schultze-Rhonhof und Walter Post Hauptreferent auf der Tagung Wollte Hitler den Krieg? vom 6. Mai 2006, die die Herausgeber der geschichtsrevisionistischen Zeitschriften Deutsche Geschichte – Europa und die Welt (Druffel & Vowinckel-Verlag) und Deutschland in Geschichte und Gegenwart (Grabert Verlag) organisiert hatten. Er nahm an der Jahrestagung des von Dietmar Munier gegründeten Schulvereins zur Förderung der Russlanddeutschen in Ostpreußen vom 3. bis 5. April 2009 teil und verfasste 2009 einen Beitrag für das vom rechtsextremen Druffel & Vowinckel-Verlag herausgegebene Sonderheft Deutsche Geschichte.
Scheil wurde als AfD-Spitzenkandidat bei der Kreistagswahl 2014 in den Kreistag des Rhein-Pfalz-Kreises gewählt und war dort Fraktionssprecher der AfD. Er war außerdem Ansprechpartner seines AfD-Kreisverbandes. Nach eigenen Angaben schied er aus persönlichen Gründen zum 31. Dezember 2015 aus dem Kreistag aus. Bei der Bundestagswahl 2017 war er Direktkandidat der AfD im Wahlkreis 209 (Kaiserslautern, Kusel, Donnersberg) und erreichte 12,6 Prozent der Erststimmen. Auf der Landesliste stand er auf Platz 5 und verfehlte damit den Einzug in den Bundestag. Bei der Bundestagswahl 2021 trat er im Wahlkreis 207 (Ludwigshafen/Frankenthal) an und erreichte dort 11,6 Prozent der Erststimmen. Da er auch auf der Landesliste nicht vertreten war, verfehlte er den Einzug erneut. Bei der Bundestagswahl 2025 war Scheil AfD-Direktkandidat im Bundestagswahlkreis Ludwigshafen/Frankenthal. Er erreichte 23,1 % der Erststimmen, wurde aber nicht in den Deutschen Bundestag gewählt.
Er war ab 2015 Mitglied des Vorstands der Erich-und-Erna-Kronauer-Stiftung.

## Werke und  Thesen
Seine Ansichten zu Entstehung und Verlauf des Zweiten Weltkriegs sowie zu den Zielen der beteiligten Staaten legte Scheil in drei Büchern dar: Logik der Mächte (1999), Fünf plus zwei (2003) sowie 1940/41. Die Eskalation des Zweiten Weltkriegs (2005). Darin erhebt er den Anspruch, den bisherigen Forschungsstand einer grundlegenden Revision zu unterziehen. Als seine „Hauptprämisse“ benennt er „den kontinuierlichen Machtverlust aller europäischen Nationalstaaten und […] die Anstrengungen der europäischen Rand- und kommenden Weltmächte USA und UdSSR, ebendiese Entwicklung zu beschleunigen“. Er vertritt die von der Geschichtswissenschaft abgelehnte Auffassung, der Zweite Weltkrieg sei nicht maßgeblich vom nationalsozialistischen Deutschland verursacht worden, sondern Ergebnis einer Eskalation, für die gleichermaßen das Machtstreben und das diplomatische Versagen Großbritanniens, Frankreichs, Italiens und Polens sowie die hegemonialen Ambitionen der USA und der Sowjetunion verantwortlich gewesen seien. Folgerichtig vertritt er im letzten Band der Trilogie die Präventivkriegsthese: Danach sei der deutsche Angriff auf die Sowjetunion 1941 nicht aus ideologischen Gründen oder aufgrund langfristiger Pläne Hitlers zur Eroberung von „Lebensraum im Osten“ erfolgt. Dieser habe lediglich einem sowjetischen Angriff auf den deutschen Machtbereich zuvorkommen wollen.
2003 bestritt Scheil in einem Buch gegen die zweite Fassung der Wehrmachtsausstellung, dass die Kriegsziele der Wehrmacht mit der nationalsozialistischen Rassenideologie weitgehend übereinstimmten. Er wiederholte diese Ansicht in verschiedenen Zeitschriftenartikeln und Aufsätzen. Die neuere Forschung hat diese Übereinstimmung jedoch breit belegt.
In seinem 2008 erschienenen Buch Churchill, Hitler und der Antisemitismus vertritt Scheil die These, Winston Churchill habe bewusst den Krieg gegen das „Dritte Reich“ gesucht und wesentlich mit zu verantworten.
2010 war er Mitverfasser einer Gedenkschrift für Wolfgang Venohr, Schriftsteller und früheres Mitglied der Waffen-SS.
Bei einer Veranstaltung der AfD-nahen Desiderius-Erasmus-Stiftung zum hundertsten Jahrestag des Endes des Ersten Weltkriegs bezeichnete Scheil die gesamte Zeit zwischen 1914 und 1945 als „dreißigjährigen Krieg“, als Krieg um die Frage, „ob es Deutschland gestattet wird, sich zu einer Art Weltmacht auf Augenhöhe mit anderen Mächten zu entwickeln“, oder ob Zentraleuropa „weiterhin das Objekt“ außereuropäischer Mächte sein solle. Während der Podiumsdiskussion am Veranstaltungsende äußerte Scheil, es habe nach 1945 zur „Gründungsurkunde der Bundesrepublik“ gehört zu sagen, „wir müssen uns jetzt abschaffen“.

## Rezeption
Historiker und Fachrezensenten zum Zweiten Weltkrieg lehnen Scheils Thesen zu dessen Entstehung und Verlauf fast durchweg ab und weisen sie als unhaltbar zurück. Jost Dülffer kritisierte 2000, Scheil habe in dem Buch Logik der Mächte die Rassenideologie der NS-Expansionspolitik als sekundär abgetrennt, Hitler als Politiker mit begrenzten machtpolitischen Expansionszielen dargestellt und mit selektiver Interpretation eine Relativierung NS-deutscher Expansion versucht, die nicht überzeuge.
Wolfgang Benz, ehemaliger langjähriger Leiter des Zentrums für Antisemitismusforschung, bezeichnet Scheil in der Zeitschrift für Geschichtswissenschaft 2014 als Historiker, dem trotz guter Quellenkenntnis „Geschichte nur als Rohstoff für weltanschauliche Konstrukte diene“. In seinen Büchern verzichte er weitgehend auf Archivstudien und gebrauche die Sekundärliteratur selektiv, sofern diese seinen Absichten nütze, die deutsche Schuld am Zweiten Weltkrieg zu relativieren. Zu diesem Zweck konstruiere er entgegen den Fakten eine aggressive Kriegspolitik Polens, behaupte, massenhaftes „Leid der ‚Volksdeutschen‘“ sei für „viele Orte in Polen“ typisch gewesen, und schreibe den deutschen Überfall auf die UdSSR 1941 zum gerechtfertigten Präventivkrieg um. Scheils „eigentliche[s] Metier“ im Dienste geschichtspolitisch motivierter Umdeutungen sei die „Spekulation im Gewande von Geschichtsphilosophie. Mit steilen Thesen, die mühsam aus Quellen erarbeitete und belegte Erkenntnisse der zünftigen Geschichtswissenschaft rechts überholen, lassen sich Sehnsüchte eines national gesinnten Publikums befriedigen und Beifall am Stammtisch gewinnen.“
Sven Felix Kellerhoff zufolge gehören Scheil und Gerd Schultze-Rhonhof 2006 zu den „wenigen der radikalen Rechten nahe stehenden Publizisten“, die noch das Verbrechen eines „unprovozierten Überfalls“ der Wehrmacht auf Polen 1939 bestritten. Sie seien auch 2009 dafür verantwortlich, dass Hitlers Behauptung eines angeblichen deutschen Verteidigungskrieges gegen Polen „sogar zunehmend“ wirke. Da Scheil den deutschen Überfall auf Polen nicht bestreiten könne, konstruiere er eine „diplomatische Ausweglosigkeit Hitler-Deutschlands“, die nach der britischen und französischen Garantieerklärung für die polnische Souveränität im März 1939 eingetreten sei. Demgegenüber seien folgende Tatsachen festzuhalten:
- dass Hitler laut der Hoßbach-Niederschrift im November 1937 einen Eroberungskrieg für „Lebensraum“ angestrebt und für unvermeidbar erklärt hatte, damals vorrangig gegen die Tschechoslowakei,
- Hitlers Kriegskurs seit dem Münchner Abkommen 1938,
- unannehmbare Forderungen des NS-Regimes an Polen, so dass dessen Regierung eine gegenseitige Grenzgarantie im März 1939 ablehnte,
- die „bewusst eskalierten Spannungen mit Polen im Sommer 1939“,
- dass die Wehrmacht seit Juni 1939 angriffsbereit war,
- dass die „teilweise martialischen Töne“ in Polen bedeutungslos waren, weil den Deutschen ihre reale militärisch-technische Überlegenheit klar war,
- Hitlers Rede am 22. August 1939 vor Wehrmachtsgenerälen, in der er zur Zerschlagung Polens und Vernichtung seiner Führungsschicht aufrief und kein Eingreifen der westlichen Bündnispartner Polens erwartete,
- dass Stalin Hitler mit dem Hitler-Stalin-Pakt nicht zum Krieg gegen Polen drängte, sondern dessen Angriffswillen für eigene gefahrlose Gebietsgewinne nutzte.[22]

Rainer F. Schmidt zufolge vertritt Scheil „eine von der Forschung nicht akzeptierte, revisionistische Sicht zur Vorgeschichte des Zweiten Weltkriegs“. Auch seine Thesen zu Churchill stünden „im Widerspruch zur internationalen Forschung“; Scheil könne sie „weder mit aussagekräftigen Dokumenten noch mit einer argumentativ plausibel entwickelten Beweisführung“ erhärten. Er springe von einem Handlungsstrang zum nächsten, projiziere seine Behauptungen auf von anderen Situationen bestimmte „Parameter“ und blende objektive Tatsachen aus.
Sergej Slutsch kritisierte 2008, Scheil versuche „durch manipulativen Gebrauch einzelner Dokumente geradezu phantastische Versionen hinsichtlich der […] sowjetischen Absichten“ beim Berlinbesuch des sowjetischen Außenministers Molotow von 1940 zu konstruieren: Danach habe Stalin angestrebt, „dass es keine deutsche Interessensphäre in Europa mehr geben sollte“. Dies sei eine völlig unbegründete, fehlerhafte Interpretation dieser Dokumente. Scheil gehe von der falschen „axiomatischen Annahme“ aus, Hitler habe im Herbst 1940 das Kriegsende angestrebt und dazu die politische Unterstützung der UdSSR gebraucht. Tatsächlich habe Hitler den Quellen zum Verlauf zufolge den Misserfolg der Verhandlungen mit Molotow im Voraus geplant, um Skeptikern im Oberkommando der Wehrmacht zu demonstrieren, dass man die Sowjetunion zerschlagen und dies mit aller Kraft vorbereiten müsse. Demgegenüber habe die Sowjetunion wegen ihrer expansionistischen Absichten die Zusammenarbeit mit Hitler gesucht.

### Dissertation
Scheils Dissertation fand Lob und Kritik. Hans Fenske würdigte nach Erscheinen der Buchausgabe 1999 ihr umfangreiches Material; Scheil habe seine Ausgangsfrage, „wie eine Drei-Prozent-Bewegung fortlaufend zu Mandaten kommen konnte“, damit aber nicht ausreichend beantwortet. Massimo Ferrari Zumbini zählte Scheils Arbeit 2003 zu den „gründlichsten Analysen der Wahlergebnisse der Antisemiten“ im  Kaiserreich. Peter Pulzer stimmte Scheils These eines regionalen Wahlblocks von Antisemiten und Konservativen 2004 zu und fand die im Anhang der Arbeit aufgeführten Wahllisten „äußerst nützlich“, erklärte die darin erkennbaren Wählerwanderungen jedoch teils anders. Matthias Piefel konstatierte 2004 „erhebliche empirische Mängel“ der Arbeit.

### Fünf plus zwei
Hans-Adolf Jacobsen stellte Scheils Buch Fünf plus zwei 2003 früheren Werken von Geschichtsrevisionisten wie David L. Hoggan, Alan J. P. Taylor und Viktor Suworow zum Kriegsbeginn 1939 an die Seite. Scheil habe seine These einer gleichgewichtigen Verantwortung fünf europäischer Mächte ohne originäre Archivforschung aufgestellt. Er übergehe die anerkannten Forschungsergebnisse, wonach trotz einer Mitverantwortung anderer Staaten „Hitlers unbändiger Wille zum Krieg“ der kriegsauslösende Faktor gewesen sei. Scheils „Eskalationsmodell“ sei konstruiert, widersprüchlich und erfordere das Umdeuten bestimmter Fakten: Er übergehe oder verharmlose die rassistische Ideologie des NS-Regimes. Zudem verkenne er, dass Hitlers angeblich „maßvolle Forderungen“ an Polen Teil einer „perfiden Taktik“ gewesen seien. Hitlers wahre Kriegsziele habe die deutsche Besetzung Polens 1939–1945 gezeigt, nämlich dass er mit Krieg eine „pax germanica“ als künftiges europäisches „Ordnungsmodell“ angestrebt und die Vernichtung aller „Rassenfeinde“ für unabdingbar gehalten habe. Scheil sei entweder spätes Opfer der damaligen NS-Propaganda oder – wahrscheinlicher – „einer jener schwer Belehrbaren, die vor allem Hitler und seine Helfershelfer exkulpieren und etwas von der drückenden Hypothek der Deutschen nach 1945 abtragen wollen“. Auch Heinz Hürten (2004) kritisierte Scheils Thesen in Fünf plus Zwei als konstruiert, teilweise apologetisch und vor allem nicht ausreichend mit Quellen belegt. Klaus Jochen Arnold beurteilte Scheils Werk Fünf plus zwei 2003 als konsequente Neuinterpretation der Vorgeschichte des Zweiten Weltkrieges, das fast die ganze Forschung dazu revidiere. Er stimmte Scheil darin zu, dass Hitler und Stalin den Zweiten Weltkrieg gemeinsam „entfesselt“ hätten. „Übertrieben“ sei aber, dass Scheil Hitler als ‚normalen‘ Außenpolitiker darstelle, der 1939 nur wegen Danzig gegen Polen vorgegangen sei. Ob Polen laut Scheil für den Kriegsausbruch und Großbritannien für die Ausweitung zum Weltkrieg verantwortlich sei, sei fraglich. Scheils meist plausible Argumente verdienten es aber, „eingehend diskutiert und verifiziert zu werden.“ Dies lehnte Christian Oswald scharf ab: Indem Arnold festgestellt habe, dass Scheil Hitlers Kriegsrechtfertigungen wörtlich nehme, habe er seinem Buch indirekt „Nazipropaganda“ vorgeworfen. Scheil schrieb 2004, man habe bezüglich Fünf plus zwei hingewiesen auf die „Gefahr, sechzig Jahre nach Kriegsende der NS-Propaganda aufzusitzen und am Ende eine Hitler-Apologie geschrieben zu haben“. Die Militärgeschichtliche Zeitschrift des MGFA reagierte darauf mit dem Hinweis, Scheil habe entsprechende Einwände von Historikern wie Heinz Hürten nicht berücksichtigt: „Man wird dem Autor kaum bestätigen können, daß die Erkenntnis dieser Gefahren bereits ihre Überwindung zur Folge gehabt hätte.“

### Ribbentrop-Biografie
Ulrich Schlie attestiert 2013 Scheils Ribbentrop-Biografie, sie schöpfe „aus der profunden Kenntnis von Quellen und Literatur“, kritisiert aber, dass sie diese „immer wieder mit unhaltbaren Annahmen zu Staatenkonstellation und Struktur der nationalsozialistischen Außenpolitik [vermischt] und in der Tendenz revisionistisch“ sei. In einzelnen Punkten führe die Studie zu Erkenntnissen, die den Forschungsstand bereicherten. So sei Scheil der Nachweis gelungen, dass die in der Studie Das Amt und die Vergangenheit behauptete Annahme, die Judenvernichtung sei am 17. September 1941 bei einem Treffen Hitlers mit Ribbentrop besprochen worden, nicht haltbar sei. Wolfgang Michalka bescheinigte Scheil ebenfalls gute Quellenkenntnis, allerdings „berücksichtigt und zitiert er nur das, was seinem Verständnis von Geschichte entspricht“, dies führe „zu Verzerrungen der Aktenlage und zu grotesken Verrenkungen ihrer Deutung“. In der Historischen Zeitschrift rezensierte Lothar Kettenacker, im Buch werde „das ganze Spektrum nationalistischer Geschichtsklitterung aufgefächert“. Abgesehen von dem „rechtsgesteuerten Revisionismus“ sei die Biografie auch „unprofessionell“ gearbeitet. So sei keine klare Struktur, Chronologie und Stringenz der Darstellung erkennbar und werde auf fragwürdiger Literaturbasis zitiert.

### Weitere Rezensionen
Rolf-Dieter Müller rezensierte 2006 Scheils 2003 und 2005 erschienene Bücher zum Zweiten Weltkrieg: Scheil trete als „Revisionist“ auf, nach dessen Ansicht „die Geschichte des Zweiten Weltkrieges in großen Teilen neu geschrieben werden müsse“. Dabei sei gerade diese Epoche besonders „dicht und detailliert analysiert“ worden. Scheil habe sein erstes Buch mit der „These eines angeblich manipulierten Nürnberger Urteils über die deutsche Kriegsschuld“ eröffnet, die Ergebnisse des Zweiten Weltkrieges als „bloße deutsche Niederlage“ und Hitler stets nur als „Schachfigur in der Kalkulation Größerer, Mächtigerer“ dargestellt. Er habe im Anschluss an Gerd Schultze-Rhonhof versucht, nachzuweisen, dass „Deutschland 1939 lediglich das Opfer einer Verschwörung geworden sei, angezettelt von chauvinistischen Polen, machtgierigen Franzosen, Briten und Amerikanern sowie einem finsteren Stalin.“ Diese Linie setze sein zweites Buch fort. Müller fragte: „Aber läßt sich wirklich ausblenden, daß Hitler diesen Krieg gewollt, angezettelt und als Kampf um 'Lebensraum' geführt hat?“ Scheil polemisiere zudem gegen Andreas Hillgruber, der Maßstäbe für die Erforschung des Zweiten Weltkriegs gesetzt habe. Er distanziere sich von fast der gesamten auf Hillgruber aufbauenden Geschichtsforschung. Bei seiner „Quellendurchsicht“ (Müller: „eine verräterische Wortwahl“) habe er nur seine These stützende historische Vorgänge und Zitate ausgewählt. Entgegen seinem Anspruch, viele universitäre Forschungsarbeiten wissenschaftlich „zerpflückt“ zu haben, habe er sich nicht mit dem Forschungsstand auseinandergesetzt und seine Diplomatiegeschichte nicht in ihn eingeordnet. Abgesehen vom zu erwartenden Verkaufserfolg könnte man sein Buch als „verblüffende fiktionale Unterhaltung“ betrachten. Informierte Leser würden jedoch die Herkunft seines Gedankengebäudes erkennen:

„Es findet sich in jenen Argumenten, mit denen Hitler am 22. Juni 1941 den Überfall auf die Sowjetunion öffentlich gerechtfertigt hat.“

Manfred Zeidler kritisierte 2006 das Werk 1940/41 – die Eskalation des Zweiten Weltkriegs: Scheil habe vernachlässigt, dass Hitler den Angriffskrieg auf die Sowjetunion als Vernichtungskrieg geplant und geführt habe.
Zustimmung findet Scheil bei nationalkonservativen und rechtsextremen Autoren. 2005 erhielt er den von der Zeitung „Junge Freiheit“, Ingeborg Löwenthal und der Förderstiftung Konservative Bildung und Forschung (FKBF) gestifteten „Gerhard-Löwenthal-Preis für Journalismus“. Der Wiener Historiker Lothar Höbelt hielt die Laudatio.

## Auszeichnungen
- 2005: Gerhard-Löwenthal-Preis (Laudatio von Lothar Höbelt)
- 2014: Historikerpreis der Erich und Erna Kronauer-Stiftung (in Abwesenheit verlesene Laudatio von Ernst Nolte). Vor dessen Verleihung protestierte Oliver Bruckmann, Dekan der evangelisch-lutherischen Kirche, gegen die Beteiligung der Stadt Schweinfurt daran. Scheil, so Bruckmann, „trägt seine Thesen und Überzeugungen zur Entstehungs- und Verantwortungsgeschichte des Zweiten Weltkrieges in einer Zuspitzung und Absolutheit, auch im Kontext entsprechender Medien vor, die geeignet sind, als Steigbügel  für Rechtsradikalismus zu dienen und einem Anti-Europäismus Vorschub zu leisten.“[40]

## Veröffentlichungen
- Die Entwicklung des politischen Antisemitismus in Deutschland zwischen 1881 und 1912. Eine wahlgeschichtliche Untersuchung. Duncker & Humblot, Berlin 1999, ISBN 3-428-09483-2.
- Logik der Mächte. Europas Problem mit der Globalisierung der Politik. Überlegungen zur Vorgeschichte des Zweiten Weltkrieges. Duncker & Humblot, Berlin 1999, ISBN 3-428-09551-0.
- Fünf plus Zwei. Die europäischen Nationalstaaten, die Weltmächte und die vereinte Entfesselung des Zweiten Weltkriegs. 4. Auflage. Duncker & Humblot, Berlin 2009, ISBN 978-3-428-11638-6.
- Legenden, Gerüchte, Fehlurteile. Ein Kommentar zur 2. Auflage der Wehrmachtsausstellung. Leopold Stocker Verlag, Graz 2003, ISBN 3-902475-11-0.
- 1940/41. Die Eskalation des Zweiten Weltkriegs. Olzog Verlag, München 2005. (zweite, durchgesehene und ergänzte Auflage: Die Eskalation des Zweiten Weltkriegs von 1940 bis zum Unternehmen Barbarossa 1941. Duncker & Humblot, Berlin 2011, ISBN 978-3-428-13377-2)
- Revisionismus und Demokratie. Edition Antaios, Schnellroda 2008, ISBN 978-3-935063-82-1.
- Churchill, Hitler und der Antisemitismus. Die deutsche Diktatur, ihre politischen Gegner und die europäische Krise der Jahre 1938/39. Duncker & Humblot, Berlin 2008, 2. durchgesehene und ergänzte Auflage. 2009, ISBN 978-3-428-12846-4.
- Präventivkrieg Barbarossa. Fragen, Fakten, Antworten. Edition Antaios, ISBN 978-3-935063-96-8.
- Transatlantische Wechselwirkungen: Der Elitenwechsel in Deutschland nach 1945. Duncker & Humblot, Berlin 2012, ISBN 978-3-428-13572-1.
- Ribbentrop – Oder: Die Verlockung des nationalen Aufbruchs – eine politische Biographie. Duncker & Humblot, Berlin 2013, ISBN 978-3-428-13907-1.
- Polen 1939 – Kriegskalkül, Vorbereitung, Vollzug. Edition Antaios, Schnellroda 2013, ISBN 978-3-944422-37-4.
- Mitten im Frieden überfällt uns der Feind. Vergessene Wahrheiten des Ersten Weltkriegs – Die Schuld der Sieger in den Debatten der zwanziger Jahre. Landt-Verlag, Berlin 2014, ISBN 978-3-944872-05-6.
- Weserübung gegen Operation Stratford – Wie die Alliierten 1940 den Krieg nach Skandinavien trugen. Edition Antaios, Schnellroda 2015, ISBN 978-3-944422-44-2.
- 707. Infanteriedivision: Strafverfolgung, Forschung und Polemik um einen Wehrmachtsverband in Weißrußland, Helios Verlag, Aachen 2016, ISBN 978-3-86933-156-0
- Die dreiste Fälschung – Das französische Gelbbuch und die Kriegsursachen von 1914, Edition Antaios, Schnellroda 2018, ISBN 978-3-944422-81-7.
- Die deutschen Reichskleinodien von 1796–1946 – Skizzen einer Odyssee, in: Dieter Stein (Hrsg.): Festschrift für Karlheinz Weißmann zum sechzigsten Geburtstag, Junge Freiheit Verlag: Berlin 2019, ISBN 978-3-929886-69-6.
- Balkanfront 1941. Churchills Strategie, Verlag Antaios, Schnellroda 2019, ISBN 978-3-944422-63-3.
- Abschreckungspläne. Der Hauptbericht Joachim von Ribbentrops als deutscher Botschafter in London vom Dezember 1937, Helios, Aachen 2020, ISBN 978-3-86933-252-9.
- Der deutsche Donner, Verlag Antaios, Steigra 2022, ISBN 978-3-949041-79-2.
- Polens Zwischenkrieg. Der Weg der Zweiten Republik von Versailles nach Gleiwitz. Pour le Mérite, Martensrade 2022, ISBN 978-3-932381-82-9.